# Tomta
Tomta är en ort på Väddö i Väddö socken i Norrtälje kommun, Stockholms län, Roslagen, cirka 3 km söder om Grisslehamn. Orten utgjorde till 2015 en separat småort för att då ingå i tätorten Grisslehamn.
På orten finns ett sågverk.
Vilhelm Moberg bodde i Tomta 1940–1973.